# Shobhna Samarth
Shobhna Samarth (née Saroj Shilotri le 17 novembre 1916 et morte le 9 février 2000) est une actrice, réalisatrice et productrice du cinéma indien qui a commencé sa carrière au début des films parlant dans l'industrie cinématographique hindi et a continué à jouer des rôles principaux dans les années 1950. Shobhna Samarth débute dans le cinéma marathi. Son premier film en hindi, Nigahen Nafrat, est sorti en 1935. Elle est surtout connue pour son interprétation de Sītā dans Ram Rajya (en) (1943). En 1997, elle est récompensée par le Filmfare Special Award pour sa contribution aux arts. Plus tard, elle produit et réalise deux films qui ont lancé la carrière de ses filles, les actrices Nutan et Tanuja.

## Biographie

### Jeunesse
Shobhana naît le 17 novembre 1916 à Bombay, en Inde britannique, sous le nom de Saroj Shilotri. Enfant unique, son père Prabhakar Shilotri est un « pionnier de la banque », ayant créé la Shilotri Bank à Bombay. Sa mère Rattan Bai (en), en 1936, a joué dans le film Swarajyachya Seemewar, en marathi. Shobhna étudie d'abord à la Cathedral School, à Bombay, pendant un an. En 1928, son père subit des pertes financières et son entreprise est mise en liquidation. La famille s'installe ensuite à Bangalore en 1931, où Shobhana fréquente le lycée de filles Baldwin. Pour gagner sa vie, son père donne des cours particuliers, tandis que sa mère enseigne dans une école marathi. En décembre de la même année, son père meurt d'une crise cardiaque et la mère et la fille retournent à Bombay chez son oncle maternel. Shobhana étudie dans un couvent, mais ne peut passer son baccalauréat car elle a déjà rejoint le cinéma. Son oncle s'oppose à ce qu'elle rejoigne le cinéma, et elle et sa mère déménagent de chez lui. Ironiquement, sa fille et cousine de Shobhana, Nalini Jaywant, est elle-même devenue actrice. Shobhana donne des cours privés pour gagner de l'argent. C'est à cette époque qu'elle rencontre son futur mari, Kumarsen Samarth (en), qui vient de rentrer d'Allemagne et qui souhaite réaliser des films. Ils se fiancent et elle commence à travailler sur son premier film .

## Filmographie

### Actrice
- Vilasi Ishwar (1935)
- Nigah-e-Nafrat (1935)
- Do Diwane (en) (1936)
- Kokila (en) (1937)
- Pati Patni (1939)
- Apni Nagariya (en) (1940)
- Savera (en) (1942)
- Vijay Lakshmi (en) (1943)
- Ram Rajya (en) (1943)
- Naukar (en) (1943)
- Mahasati Ansuya (en) (1943)
- Veer Kunal (en) (1945)
- Taramati (en) (1945)
- Shahkar (1947)
- Sati Toral (1947)
- Rambaan (en) (1948)
- Narasinha Avatar (en) (1949)
- Malika (en) (1947)
- Hamari Beti (1950)
- Ram Janma (1951)
- Insaniyat (en) (1955)
- Love in Simla (en) (1960)
- Chhalia (en) (1960)
- Chitralekha (en) (1964)
- Nai Umar Ki Nai Fasal (en) (1965)
- Wahan Ke Log (en) (1967)
- Ek Bar Mooskura Do (en) (1972)
- Do Chor (en) (1972)
- Panitheeratha Veedu (en) (1973)
- Ghar Dwaar (en) (1985)

### Réalisatrice
- Hamari Beti (1950)
- Chhabili (en) (1960)
- Shaukar, produit et réalisé par S. Khalil